# Mariano Maspons y Labrós
Mariano Maspons y Labrós (Granollers, 1840-Barcelona, 1885) fue un jurista y político español.

## Biografía
Nacido el 23 de abril de 1840 en Granollers, fue doctor en derecho civil y canónico, individuo de la junta directiva de la Academia de Jurisprudencia de Barcelona, diputado provincial y diputado a Cortes, además de mantenedor de los Juegos florales y presidente de la Comisión que presentó al rey Alfonso XII el memorial de quejas de Cataluña. Fue autor de varios trabajos anónimos en la revista Lo Gay Saber. Falleció en mayo de 1885 en Barcelona. El Centre Catalá dedicó el 27 de noviembre de 1885 una sesión necrológica dedicada a honrar su memoria, y en ella José Coroleu trazó una reseña biográfica de Mariano Maspons.